# Villa Faist
Villa Faist es un edificio,  monumento histórico monumento histórico desde 2005 ubicado en el número 24 de la rue Twinger de Estrasburgo, en el departamento francés de Bas-Rhin.